# “渚の駅”たてやま

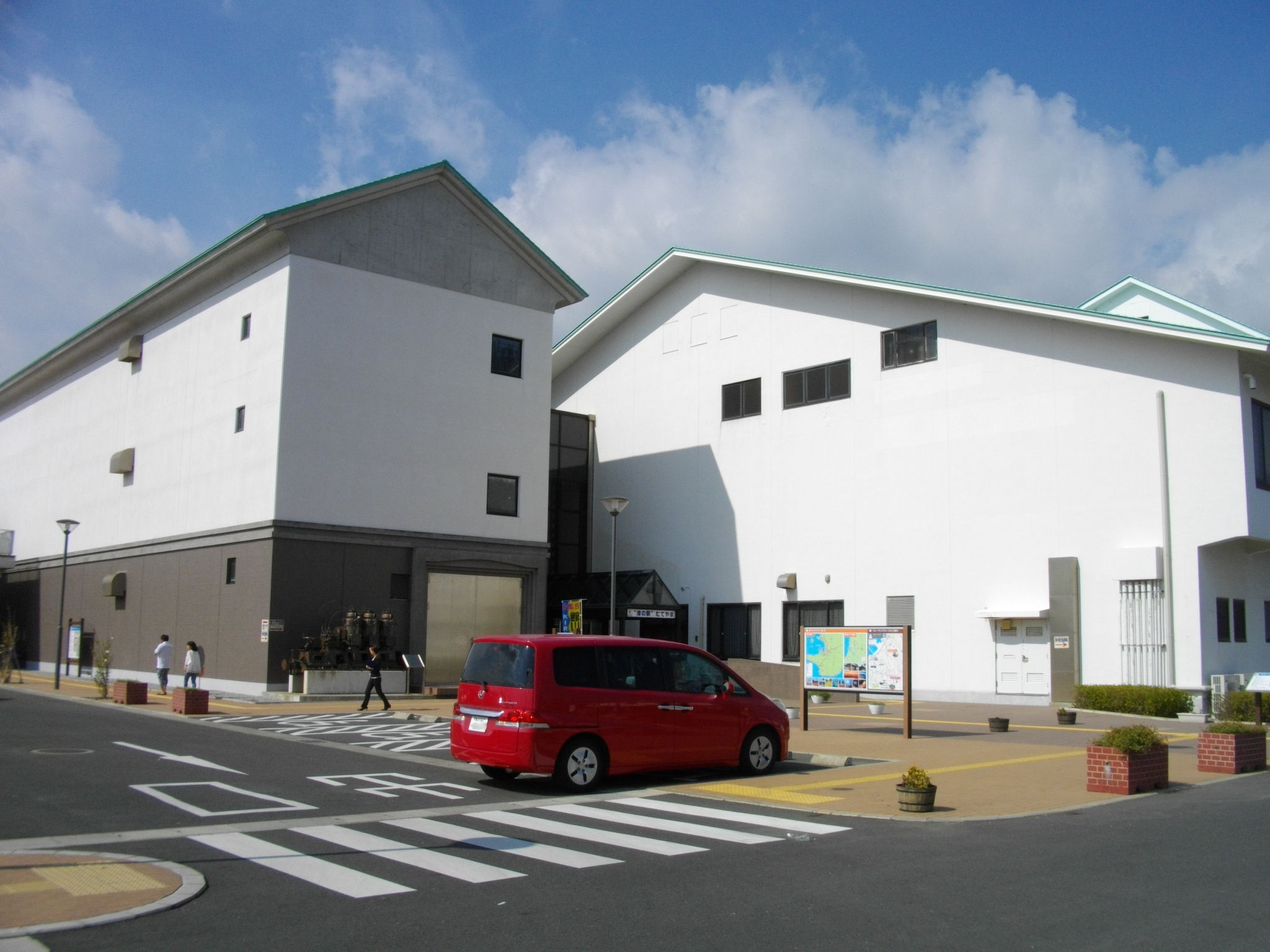
“渚の駅”たてやま

“渚の駅”たてやま（なぎさのえきたてやま）は、千葉県館山市にある、交流拠点施設である。2012年（平成24年）3月25日の開業と同時に、館山港一帯をみなとオアシスとして登録していて、みなとオアシス“渚の駅”たてやまの代表施設である。

## 解説
2009年4月に千葉県から館山市へ委譲された館山市立博物館分館「渚の博物館」（旧：千葉県立安房博物館）を中心とした施設で、小規模な水族館や展望台が併設されている。

## 所在地
千葉県館山市館山1564-1

## 施設

### 渚の博物館
2011年2月5日開館。千葉県立安房博物館から委譲された、房総半島で行われてきた漁業に関する資料を展示している。
内部にミュージアムショップ「KIRAたて山」を併設。
2015年12月25日に館山ふるさと大使であるさかなクンが名誉駅長に就任し、これに伴い「さかなクンギャラリー」が開設した。
北緯34度59分23.1秒 東経139度51分16.9秒座標: 北緯34度59分23.1秒 東経139度51分16.9秒

### 海辺の広場
館山湾に生息する約70種の生物を展示する水族館。貝やロープなどを使った工作教室「渚の教室」が定期的に開かれている。小児限定で魚の餌やり体験も行われている。
海辺の広場・展望デッキ・地図

### 商業施設棟

#### 海のマルシェたてやま
商業施設棟1階にある、地元の野菜や魚介類などを取扱う直売店。

#### 館山なぎさ食堂
商業施設棟2階にある、新鮮な農水産物が味わえるレストラン。1階「海のマルシェたてやま」で販売される新鮮な地元食材を使った料理が提供される。

### 展望デッキ
施設屋上に位置する、館山湾を一望するウッドデッキスペース。テーブルやベンチが用意され、飲食も可能。

### 館山港多目的観光桟橋
2010年4月25日竣工。長さ500mにおよぶ日本最長の道路桟橋で、大型客船などが発着する。愛称は館山夕日桟橋（2012年4月決定）。
館山港多目的観光桟橋・地図

## アクセス
- JR内房線 館山駅から徒歩10分[2]
  - 館山駅からJRバスで「渚の駅たてやま」停留所下車
- 富津館山道路 富浦インターチェンジから車で約15分[2]

## 周辺
- 千葉県道250号館山港線（内房なぎさライン）
- 千葉県立館山総合高等学校水産校舎
- 汐入川